# Trois Mélodies, op. 6 de Fauré
Pour les articles homonymes, voir Trois Mélodies.
Les Trois Mélodies, op. 6 sont un ensemble de trois mélodies du compositeur français Gabriel Fauré composée en 1876.

## Contexte et création

### Tristesse
La deuxième mélodie de l'opus, sur un poème de Théophile Gautier, est dédiée à « Madame Édouard Lalo », qui était alto. La mélodie est publiée par Choudens en 1876 puis par Hamelle en 1887.

### Sylvie
La troisième mélodie est dédiée à « Madame la vicomtesse de Gironde ». Elle est publiée d'abord par Choudens en 1879 puis par Hamelle en 1887. La création a eu lieu à la Société nationale de musique le 11 janvier 1879 par Henriette Fuchs. Le poème est de Paul de Choudens, fils d'Antoine de Choudens, sensé encourager l'édition des premières mélodies du compositeur.

## Structure
Le cycle comprend trois mélodies :
1. Aubade
2. Tristesse
3. Sylvie